# Mayid Amintorabi
Mayid Amintorabi (25 de marzo de 1971) es un deportista iraní que compitió en taekwondo. Ganó dos medallas en los Juegos Asiáticos en los años 1994 y 1998, y dos medallas en el Campeonato Asiático de Taekwondo en los años 1994 y 1996.

## Palmarés internacional
| Juegos Asiáticos    | Juegos Asiáticos      | Juegos Asiáticos  | Juegos Asiáticos |
| Año                 | Lugar                 | Medalla           | Categoría        |
| ------------------- | --------------------- | ----------------- | ---------------- |
| 1994                | Hiroshima (Japón)     | Medalla de bronce | –83 kg           |
| 1998                | Bangkok (Tailandia)   | Medalla de bronce | –83 kg           |
| Campeonato Asiático |                       |                   |                  |
| Año                 | Lugar                 | Medalla           | Categoría        |
| 1994                | Manila (Filipinas)    | Medalla de bronce | –83 kg           |
| 1996                | Melbourne (Australia) | Medalla de plata  | –83 kg           |